# Euphorbia stenoclada
Euphorbia stenoclada är en törelväxtart som beskrevs av Henri Ernest Baillon. Euphorbia stenoclada ingår i släktet törlar, och familjen törelväxter. IUCN kategoriserar arten globalt som livskraftig.

## Underarter
Arten delas in i följande underarter:
- E. s. ambatofinandranae
- E. s. stenoclada

## Bildgalleri

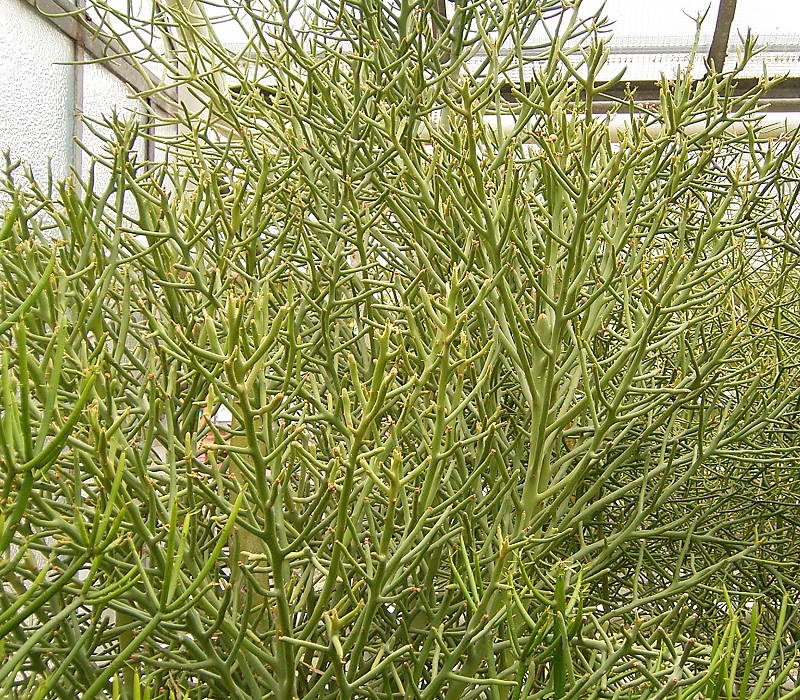
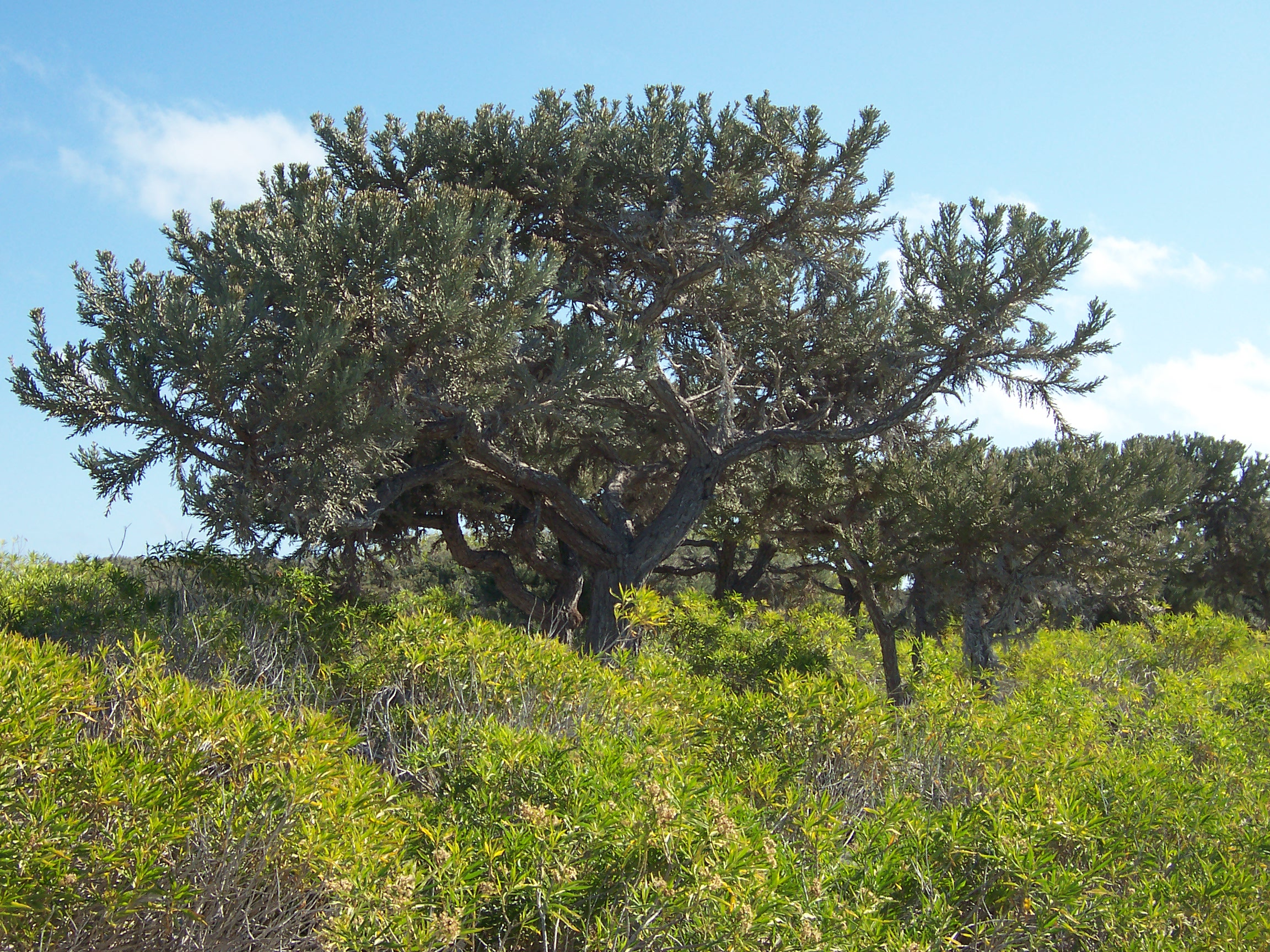
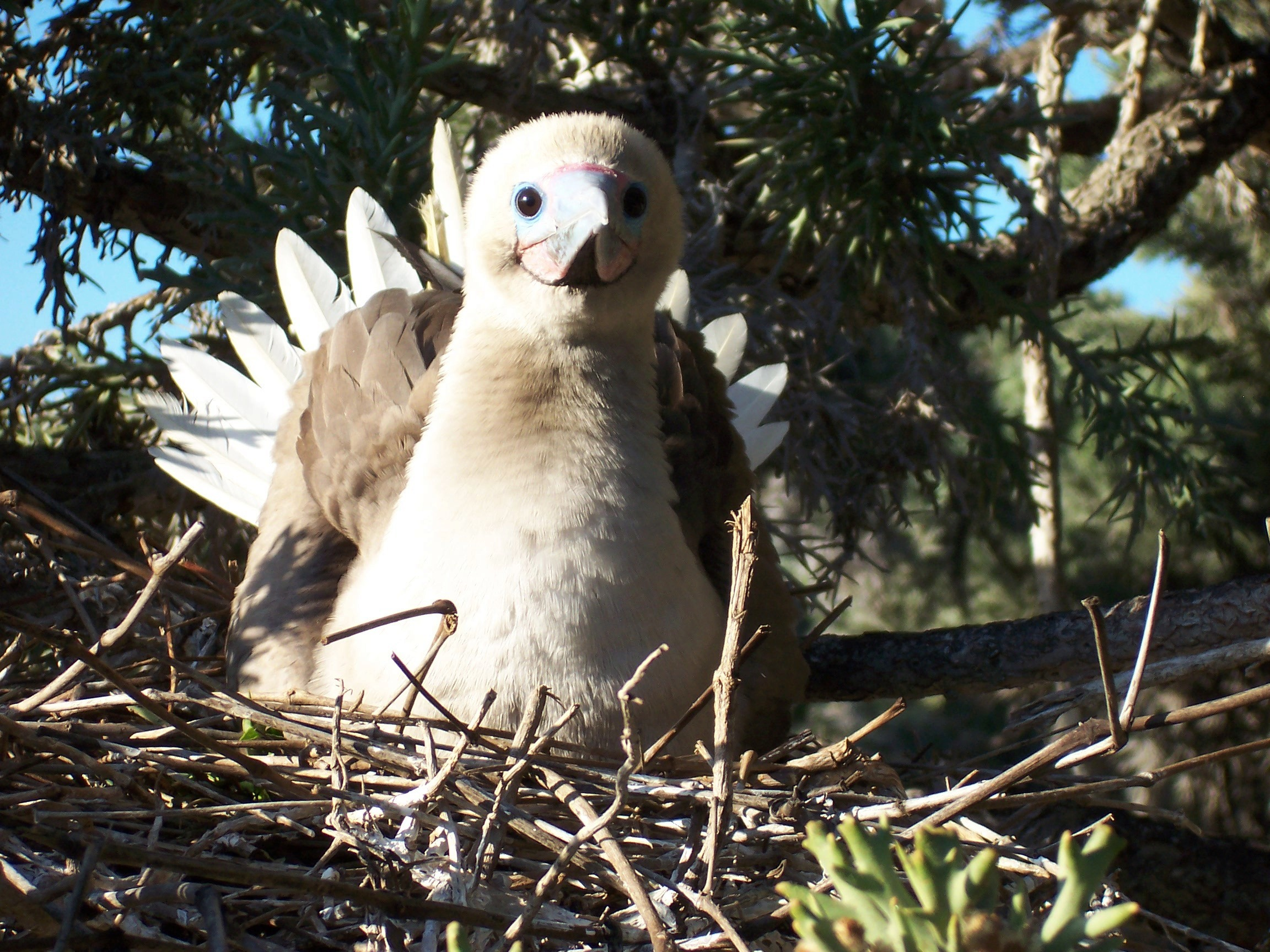
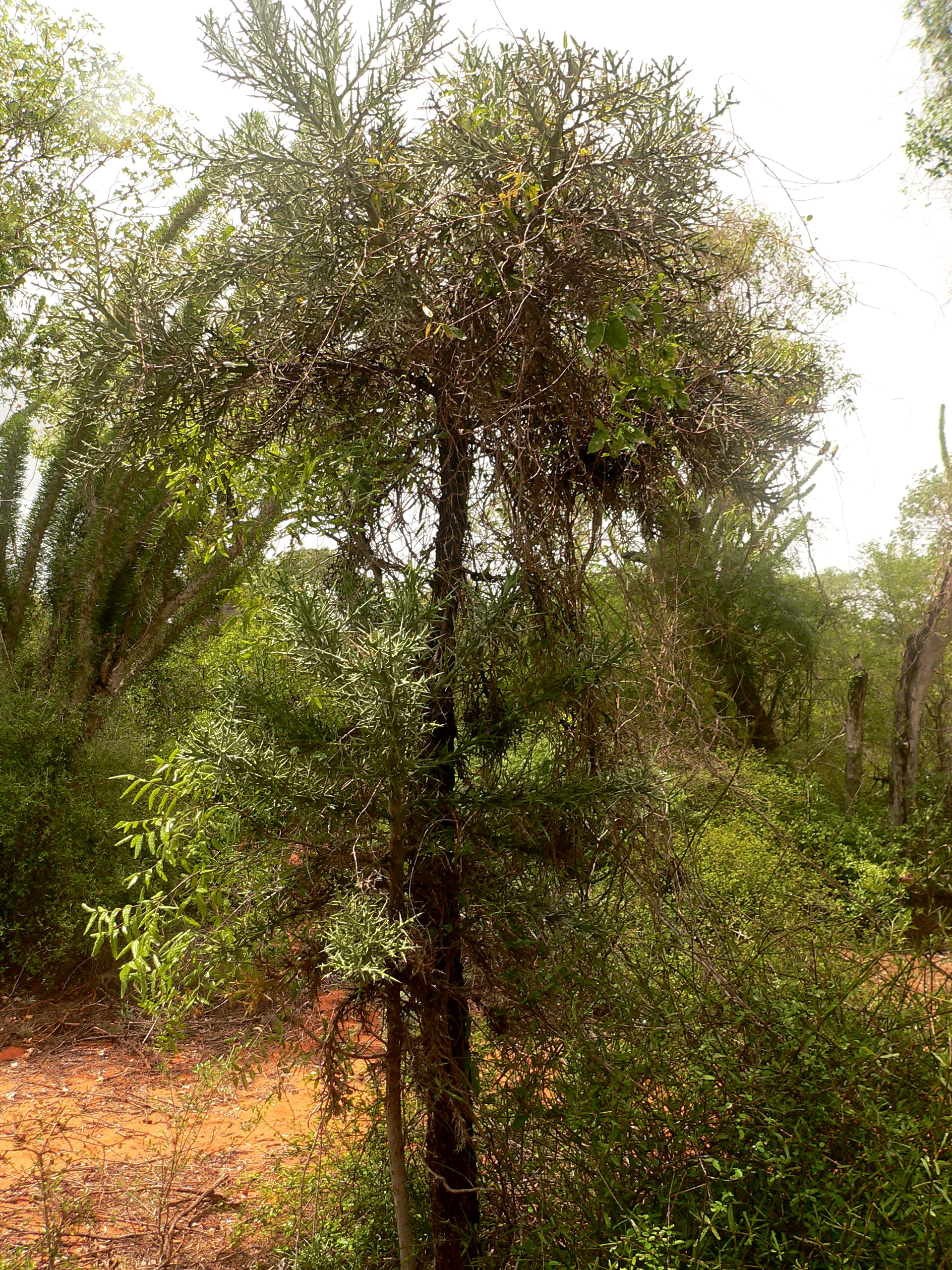
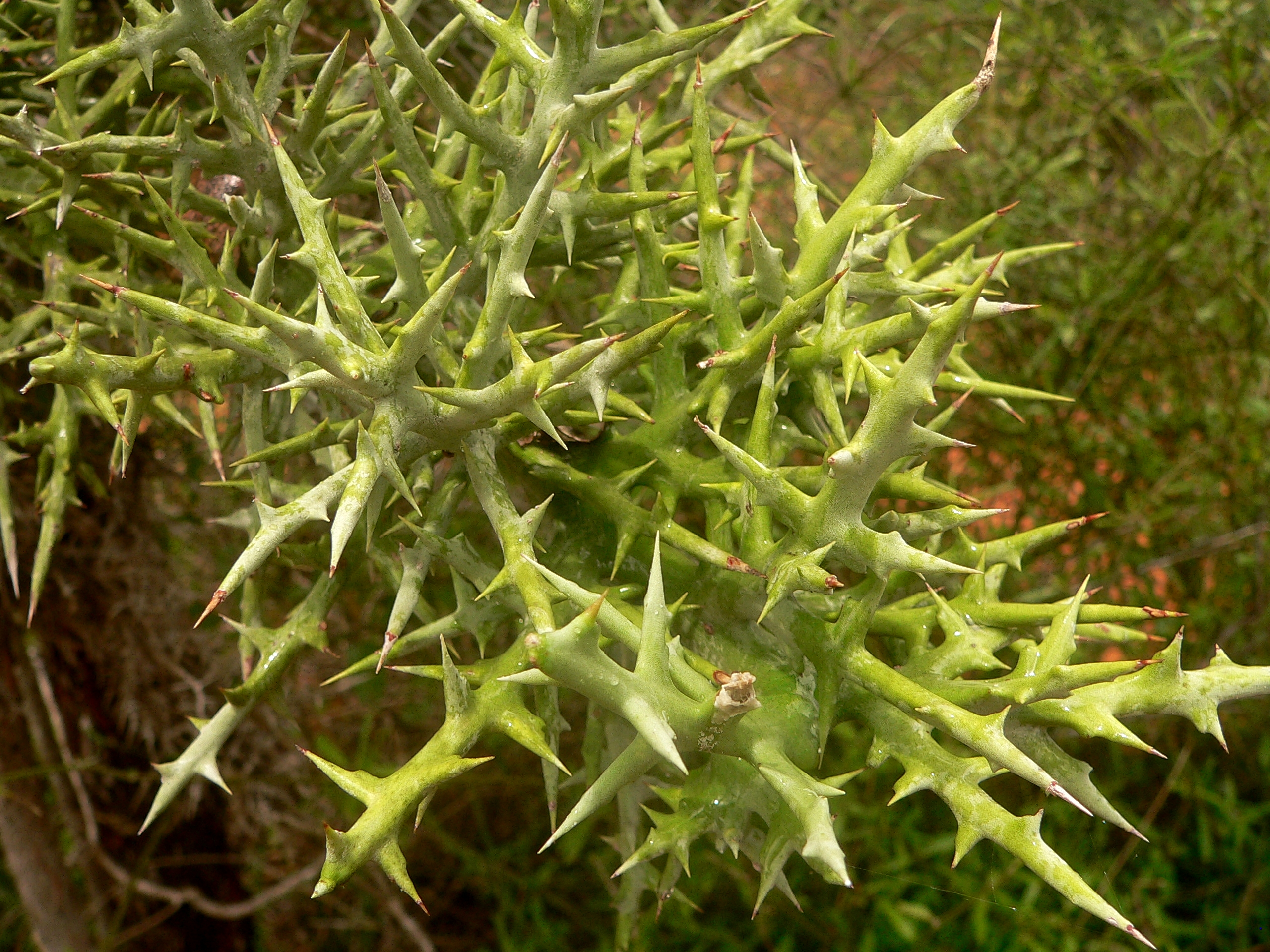
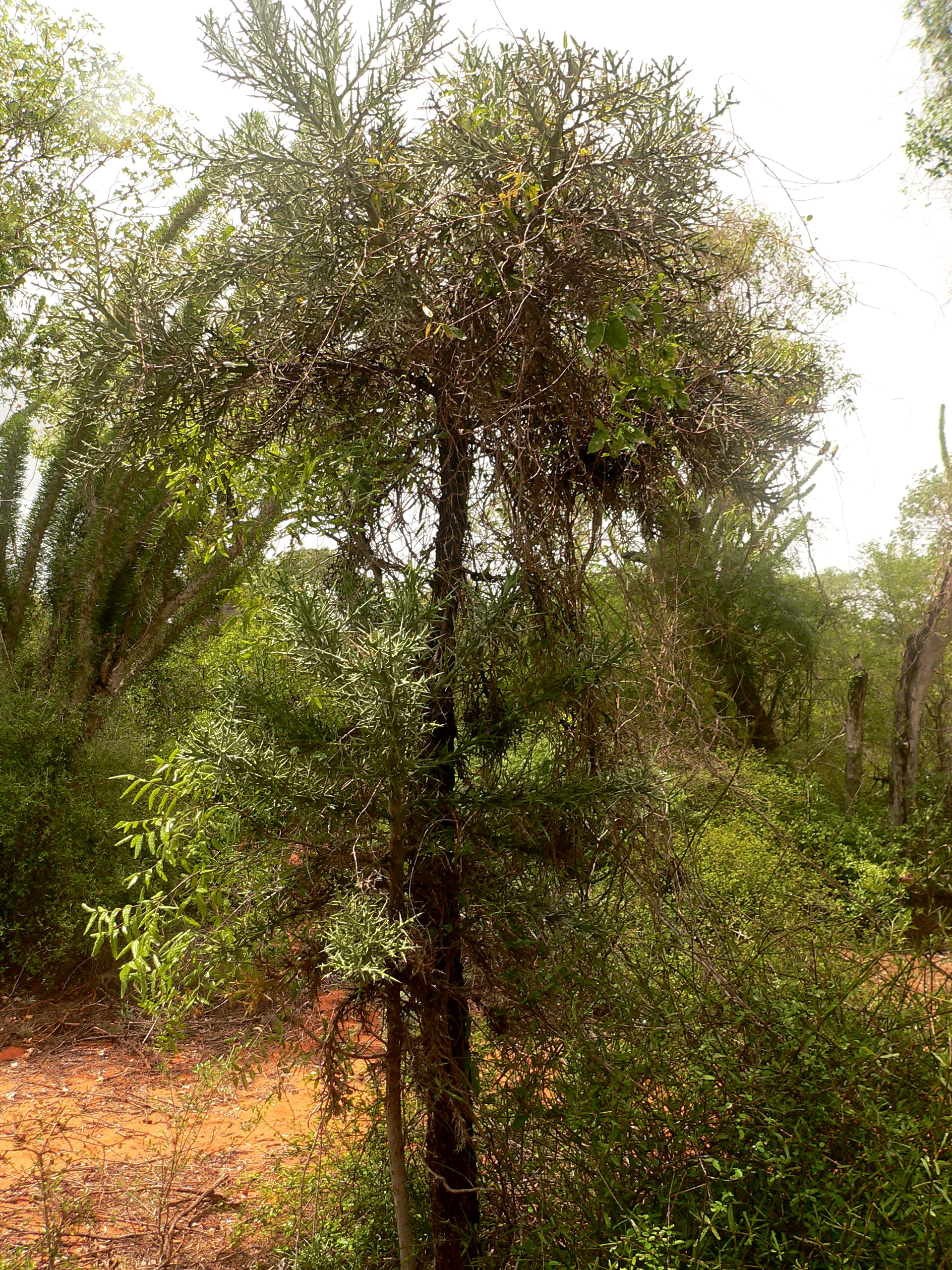